# Sokar

Sokar-Osiride.

Sokar (anche Seker, Sokaris o Socharis) è una divinità egizia della antica religione egizia. Era il dio funerario della necropoli di Menfi, Saqqara, dio dei morti, della tenebra, del decadimento della terra e degli artigiani; veniva rappresentato come una mummia con testa di falco, o semplicemente come falco.

## Nome ed epiteti
Benché il significato del suo nome rimanga incerto, nei Testi delle piramidi gli egizi lo collegavano al grido di angoscia di Osiride a Iside: Sy-k-ri ("Accorri!"); potrebbe anche derivare da skr, che significa "pulire la bocca". 
| O34 · V31 · D21 | A40 |

skr (Sokar, Seker). Talvolta anche:
| O34 · V31 · D21 | G10 |

A volte compare, diretto verso l'aurora, sulla sua barca hennu, che era fondamentalmente una elaborata slitta in grado di transitare sulle sabbie della necropoli. Il suo epiteto era "Quello di Rastau", che è il luogo delle "bocche di passaggio", l'accesso cioè alle tombe ("Rastau" era anche un termine indicante la piana di Giza):
| n · i | r · Z1 | s | V2 · Z2 | N25 |

ni rꜣ stꜣw - "quello di Rastau". Sokar aveva anche un'equivalente femminile nella dea Sokaret (il suffisso -t rende femminile il genere delle parole):
| O34 · V31 | r · t · H8 | B1 |

skrt ("Sokaret"), che era anche un appellativo di Hathor.

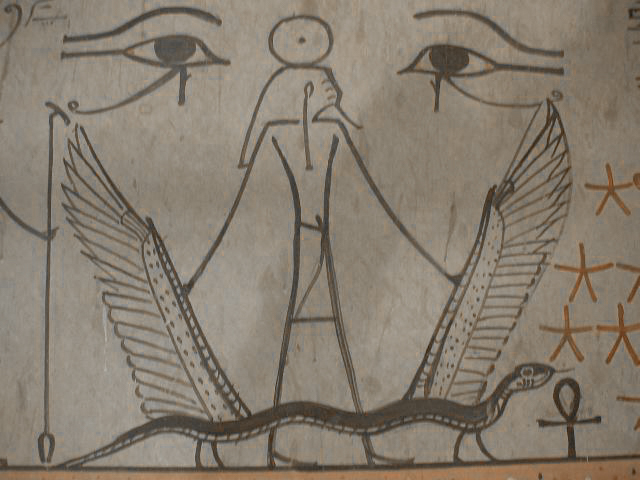
Sokar, in forma umana, sul dorso di un serpente fra due ali spiegate (simbolo di resurrezione). Illustrazione del libro dellAmduat nella tomba (KV34) di Thutmose III, nella Valle dei Re.

## Iconografia
Una delle raffigurazioni più frequenti di questa divinità, accostata di frequente a Ptah od Osiride, era quella di un falco mummificato o di una mummia con la testa di falco. Poteva anche essere rappresentato come tumulo o collinetta dalla cui cima spuntava una testa di falco; in tali raffigurazioni il suo epiteto era "Colui che sta sulla sua sabbia". Nell'oltretomba, Sokar è strettamente connesso ad altre due divinità: Ptah, il dio creatore e principale divinità di Menfi e Osiride, dio dei morti. In epoca più tarda, questi tre furono fusi in un unico dio: Ptah-Sokar-Osiride, spesso raffigurato come una mummia in piedi, con corona cornuta o, talvolta, con testa di falco.
Sokar figura, durante il Nuovo Regno (1550 a.C. - 1069 a.C.), nel Libro dell'oltretomba, l'Amduat; compare assiso sul dorso di un serpente fra due ali spiegate. Tale simbologia potrebbe suggerire una connessione con la resurrezione o un passaggio sereno nel mondo dei morti. A dispetto di questa prospettiva, la regione dell'oltretomba associata a Sokar era descritta come un luogo sabbioso e irto di difficoltà chiamato Imhet (o Amhet, Ammahet o Ammehet), che significa "riempito".

## Ruolo e culto

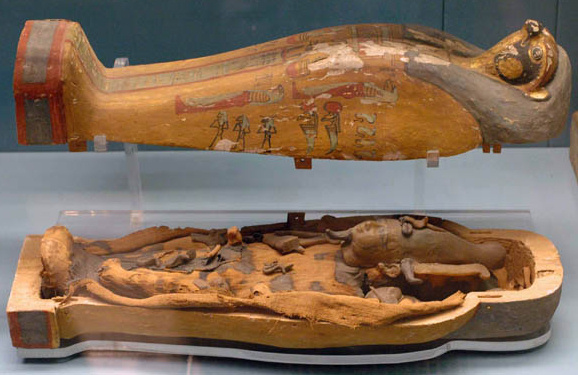
Falsa mummia di Osiride (cosiddetto Osiride vegetante). Il sarcofago ha le sembianze del dio Sokar. British Museum, Londra.

Probabilmente grazie alla sua associazione con il dio Ptah, Sokar venne anche considerato dio degli artigiani (e prediletto da coloro che lavoravano i metalli, come gli orefici). Nel Libro dei morti, un passaggio descrive Sokar mentre maneggia vasi d'argento; inoltre uno dei sarcofagi di Sheshonq II (ca. 890 a.C. - 887 a.C.), integralmente in argento, rinvenuto a Tanis, ha le fattezze del dio Sokar. Il centro del suo culto era Menfi, dove si tenevano festività in suo onore del 26º giorno del quarto mese di primavera (akhet). Mentre tali celebrazioni avevano luogo, i devoti dissodavano e coltivavano la terra servendosi del bestiame: ciò potrebbe suggerire un legame di Sokar con l'agricoltura. Comunque, i devoti dovevano anche portare collane di cipolle intorno al collo, per evidenziare la natura funeraria di questo dio: le cipolle erano utilizzate nella mummificazione (la pelle della cipolle poteva essere posta sugli occhi o dietro le orecchie del defunto per mascherare l'odore).

## Curiosità
- ,Nel popolare fumetto Tex, Sokar è il nome segreto e maledetto di Rakos, un antico sacerdote condannato da Iside a incarnare il male per aver osato sollevare il suo velo durante il periodo in cui esistevano due regni in Egitto. Viene distrutto da El Morisco una volta che questi pronuncia il suo nome segreto, ma il suo spirito continuerà a vagare in cerca di vendetta. Il personaggio compare negli albi 228 e 229 della serie.
- Nel telefilm di fantascienza Stargate SG-1 un Goa'uld si è impersonificato nella figura del dio Sokar.
- Nel film I dieci comandamenti di Cecil B. De Mille, alla morte del figlio, il Faraone ne pone il corpo sulle braccia di una statua di Sokar, implorandogli di restituirne la vita.
- Lo Yatch di lusso di ex proprietà del miliardario Mohamed Al-Fayed venne rinominato "Sokar" in onore della divinità.